# اتصال‌دهنده صدا

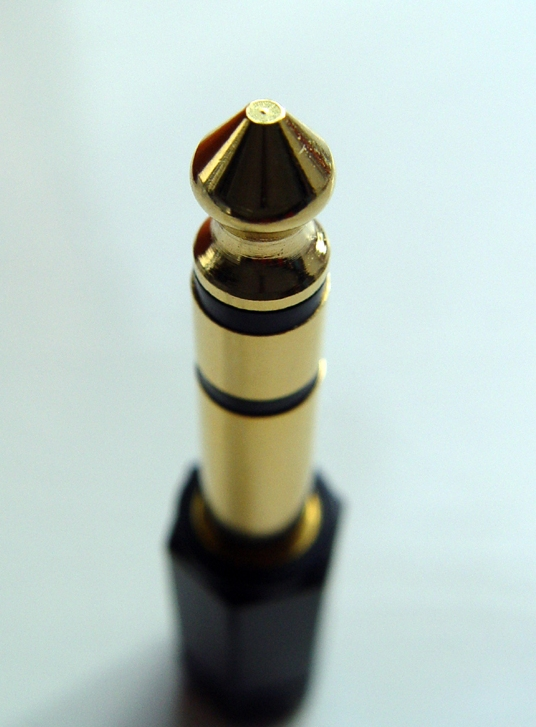
رابط تی آر اس

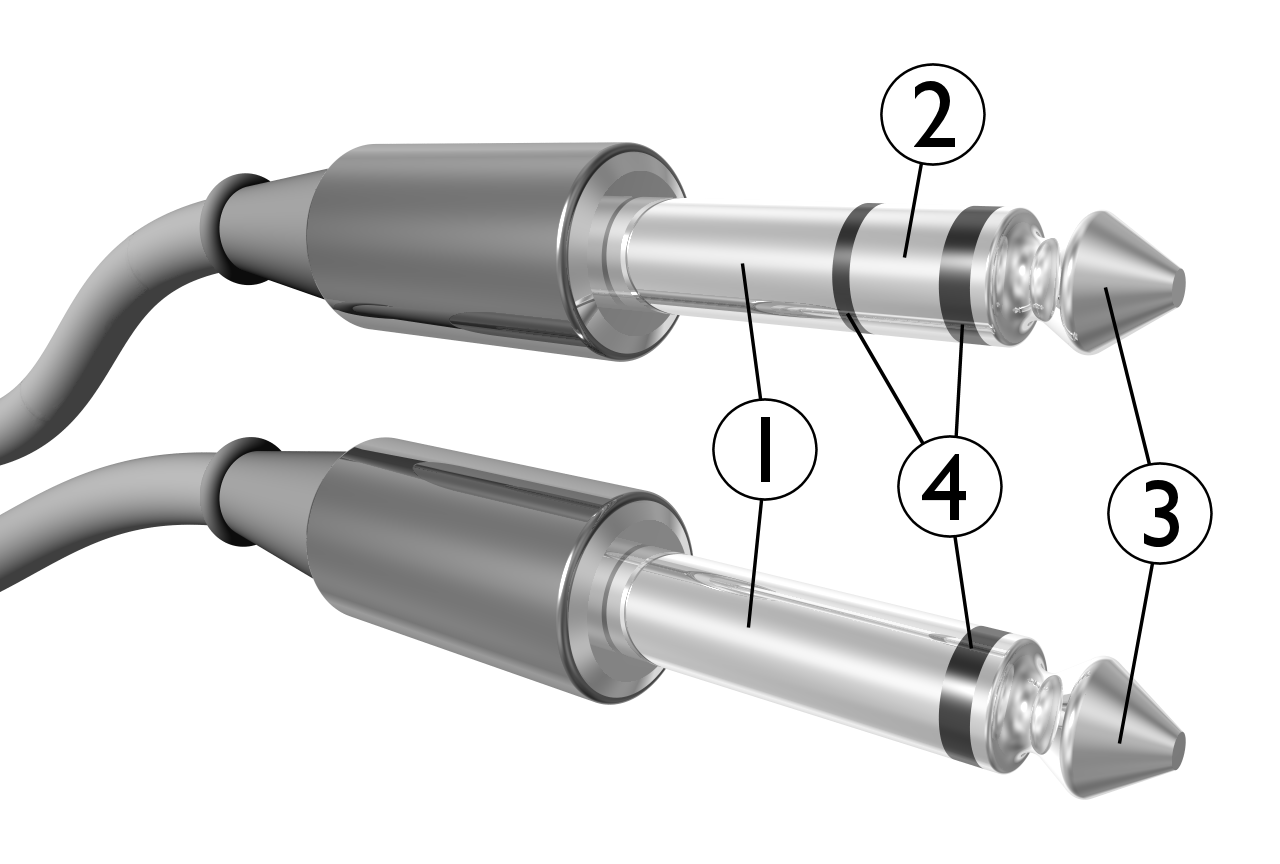
استریو, مونو

اتصال‌دهنده صدا (به انگلیسی: phone connector) که یک نوع آن رابط تی آر اس (به انگلیسی: TRS connector) است و همچنین جک آدیو، فیش فون، فیش جک، فیش استریو، مینی-جک، و مینی استریو نیز گفته می‌شوند، یک اتصال‌‌دهنده الکتریکی رایج برای صدا است.
در جک‌های ۳/۵ میلی‌متری معمول که در هدفون‌ها استفاده می‌شوند، معمولاً نوک تیز جک به گوشی چپ، حلقه اول به گوشی راست و پایه که به پوشش پلاستیکی متصل است نقش زمین (ارت) را دارد. همچنین در فیش‌های ۳/۵ میلی‌متری جدید TRRS که در بازار ایران به نام فیش‌های استریو ۳ خط شناخته می‌شود و در بیشتر گوشی‌های اندرویدی جدید و آیفون استفاده می‌شود، ترتیب قرارگیری به صورت زیر است. نوک تیز برای گوشی چپ، حلقه اول برای گوشی راست، حلقه دوم برای اتصال زمین و در انتها اتصال میکروفون قرار دارد. در استاندارد قدیمی تر، محل اتصال میکروفون و اتصال زمین جابجا می‌شود.